# ピエール・ラルマン

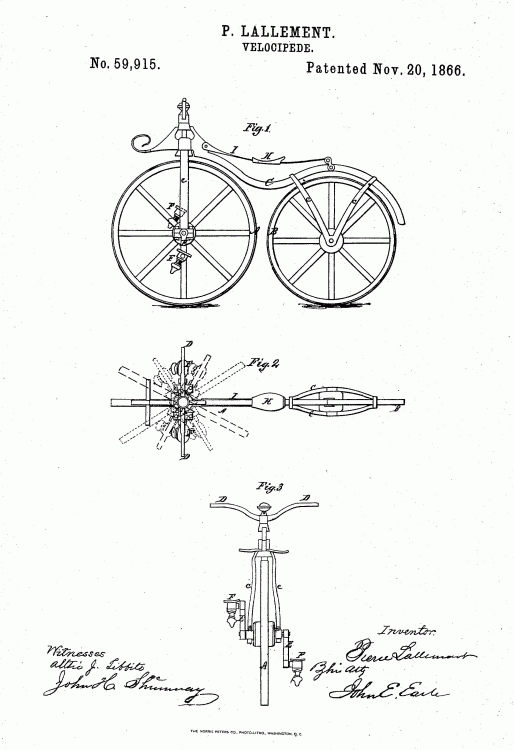
ペダル駆動の自転車 - ピエール・ラルマン申請：米国特許 No. 59,915、1866年11月20日認可

ピエール・ラルマン（仏: Pierre Lallement, 1843年10月25日 - 1891年8月29日）は、自転車の発明者とする説がある。

## ラルマンとベロシペード
ラルマンは、1843年10月25日、フランスのナンシーに程近いポンタ＝ムッソンに生まれた。1862年、ナンシーの乳母車製造業者に勤めていたラルマンは、ダンディー・ホース（ドライジーネ）を乗り回している人を見た。ダンディー・ホースは自転車の前身とされる乗り物で、運転者が自身の足で地面を歩くようにして車輪を回す必要があった。ラルマンはダンディー・ホースにロータリー式のクランク機構とペダルで構成したトランスミッションを前輪のハブに装着し、真の「自転車」と呼べる乗り物を発明した。
1863年、パリに移ったラルマンはオリビエ兄弟と接触を持ったと思われる。オリビエ兄弟はラルマンの発明に商機を感じ取り、ピエール・ミショーと提携し、2輪のベロシペードを大量生産した。このベロシペードがラルマンによる1864年の設計に基づくものか、エルネスト・ミショーによる別の設計によるものかについては定かでない。ラルマンがほんの短い間、ミショーに雇われていた可能性はある。

## アメリカへの移住と特許
1865年、ラルマンはフランスを離れて米国・コネチカット州アンソニアに移住した。そこで自身の自転車をさらに改良し、公開した。ラルマンはニューヘイブンのジェームズ・キャロルに資金提供者となってもらい、1866年4月にペダル式自転車に関する米国で最初かつ唯一の特許を申請し、同年11月20日に認可された。ラルマンの図面には、ロンドンのデニス・ジョンソンが製作した曲線形フレームのダンディー・ホースと形が大変よく似た機械が描かれている。相違点は、第一に、ペダルとクランクが付加されていること、第二に、フレーム上部に細長い鉄板をばねとしてのせ、その上にサドルを取り付けることで乗り心地の改善を図っていることだけであった。
この自転車が米国の製造業者の興味を引きつけることのないまま、ラルマンは1868年、パリに戻った。この時、まさにフランスではミショー型自転車が初のブームを巻き起こし、これが欧州に広まり、米国に渡った。ラルマンも1880年以前のある段階で再び米国に渡ったようである。1880年には、特許権侵害に関する訴訟の場で、自身の特許の権利を売却していたアルバート・ポープ側の証人として法廷に立った。当時、ラルマンはブルックリンに居を置き、ポープのもとで働いていた。ラルマンは1891年にボストンで亡くなった。47歳だった。

## 業績の認知
1993年10月11日-16日にボストンで開催された第4回国際サイクリング歴史カンファレンス（International Cycling History Conference）において、著述家・歴史家のデイビッド・ハーリヒーは、ラルマンがダンディー・ホースにペダルを付けた人物として認められてしかるべきだとする証拠類を提示した。
ボストンにあるサウスウェスト・コリドア公園の中をフォレスト・ヒルからバック・ベイへと蛇行する自転車道の一区間（約5.6キロメートル）には「ピエール・ラルマン・バイク・パス」の名が付けられた。自転車道は、1891年にラルマンが亡くなった家の近くを通っている。
1998年には、ニューヘイブンで開催された市の国際芸術&アイデアフェスティバルの一環として、チャペル・ストリート990にあるニューヘイブン・グリーン公園にラルマンの碑が設置された。
2005年、ラルマンは現代自転車の父として「米国自転車殿堂」入りを果たした。